# Bullets and Saddles
Bullets and Saddles è un film del 1943 diretto da Anthony Marshall.
È un film western statunitense con Ray Corrigan (accreditato come Ray 'Crash' Corrigan), Dennis Moore (accreditato come Denny Moore) e Max Terhune (accreditato come Max 'Alibi' Terhune). È l'ultimo film della serie di 24 film western dei Range Busters, realizzati tra il 1940 e il 1943 e distribuiti dalla Monogram Pictures.

## Produzione
Il film, diretto da Anthony Marshall su una sceneggiatura di Elizabeth Beecher con il soggetto di Arthur Hoerl, fu prodotto da George W. Weeks per la Monogram Pictures tramite la società di scopo Range Busters e girato nel ranch di Corriganville a Simi Valley e nell'Iverson Ranch a Chatsworth in California nella seconda metà di giugno del 1943.

## Distribuzione
Il film fu distribuito negli Stati Uniti nel 1943 al cinema dalla Monogram Pictures. È stato distribuito nel Regno Unito con il titolo Vengeance in the Saddle.

## Promozione
Le tagline sono:
- "RIDE THE THRILL-PACKED TRAIL".
- "RIP-ROARING, HE-MAN ACTION!".
- "BLAZING, BLISTERING ACTION!".
- "RIDE THE THRILL TRAIL TO ADVENTURE!".
- "They Bring TRIGGER JUSTICE to the West's COFFIN CORNER!".